# Droit samoan
Le droit de l'État de Samoa est l'ensemble de normes appliquées dans l'État indépendant de Samoa depuis l'indépendance de la Nouvelle-Zélande le 1er janvier 1962.

## Articulations entre droit transplanté etfa'asamoa
La fa'asamoa est la culture et coutume samoane, qui est présente à la fois dans l'État de Samoa et dans les Samoa américaines. 

### Système politique État-fa'amatai
Dans la partie indépendante des Samoa, il y a à la fois un Parlement et le fa'amatai, le système des chefs qui est au cœur de la fa'asamoa.

### Indépendance de la Land and Titles Court
En 2020, trois réformes législatives sont passées qui ont consacré l'indépendance juridictionnelle de la Land and Titles Court par rapport à la Cour Suprême de Samoa. Le motif de ces réformes est de défendre le droit coutumier fa'asamoa, appliqué par la Land and Titles Court, vis-à-vis des droits individuels à l'occidentale sanctionnés par la Cour Suprême. Ces réformes ont donné lieu à un grand débat.

## Sources du droit

### Constitution
La Constitution est la loi suprême des Samoa. Toute loi adoptée après l'entrée en vigueur de la Constitution doit être conforme à celle-ci. Dans le cas contraire, la loi est considérée comme nulle.

### Lois
L'article 114 de la Constitution dispose que les lois existantes lors de l'indépendance continuent d'exister tant qu’elles n'ont pas été abrogées par une nouvelle loi.

## Sources

## Compléments